# Cat Power
Charlyn Marie «Chan» Marshall /ʃɑːrlɪn məri ʃɒn mɑːrʃəl/ (Atlanta, 21 de gener de 1972), més coneguda per Cat Power, és una cantant i compositora americana, músic, actriu ocasional i model. Cat Power era al principi el nom de la primera banda de Marshall, però ha esdevingut el seu àlies com a artista.
Marshall va ser descoberta fent de telonera de l'espectacle de Liz Phair el 1994 per Steve Shelley de Sonic Youth i Tim Foljahn de Two Dollar Guitar, amb qui va enregistrar els seus primers dos àlbums, Dear Sir (1995) i Myra Lee (1996), el mateix dia de 1994. El 1996 va signar amb Matador Records, i va publicar un tercer àlbum de material nou amb Shelley i Foljahn, What Would the Community Think. Després arribaria Moon Pix (1998), enregistrat amb membres de Dirty Three, i The Covers Record (2000), una col·lecció de versions de música rarament enregistrada. Després d'un silenci breu reemergí el 2003 ambYou Are Free, amb músics convidats com Dave Grohl i Eddie Vedder, després seguiria The Greatest (2006), enregistrat amb molts músics d'estudi de Memphis, i un segon àlbum de versions, Jukebox (2008). El 2012 va llançar l'autoproduït Sun, que arribà al número 10 a la llista de Billboard 200, l'àlbum posicionat amb el lloc més alt de la seva carrera.
Els crítics han remarcat l'evolució constant del so de Cat Power, amb una barreja de punk, folk i blues en els seus àlbums més primerencs, i elements de soul i altres gèneres més prevalents en el seu material més recent. El seu àlbum de 2012 Sun va incorporar música electrònica, en un moviment propi anomenat "cançons de guitarra realment lentes".

## Vida
Chan (Pronunciat: 'Shawn') Marshall va néixer a Atlanta, Geòrgia, el 1972. El pare de Chan, Charlie, és un músic de blues i pianista. Els seus pares es van divorciar quan ella era un infant i poc després es van tornar a casar. La seva mare Myra Lee es tornà a casar i va tenir un fill, Lenny, i van viatjar molt degut a la feina del padrastre, Leamon. Chan va assistir a deu escoles diferents per tot els Estats Units del sud en llocs com Greensboro, Bartlett i Memphis i pertot arreu de Geòrgia i Carolina del Sud. Algunes vegades es quedava amb la seva àvia. Quan era jove no li permetien comprar discos, però va poder escoltar la col·lecció del seu padrastre que incloïa artistes com Otis Redding, Creedence Clearwater Revival i The Rolling Stones, així com els discos dels seus pares, on hi havia Black Flag, Sister Sledge, i Barry White. Chan es va distanciar de la seva mare als 16 anys i, encara ara, als 24, diu que encara no hi manté gaire contacte.
Marshall més tard ha declarat que la religió formava gran part gran de la seva educació del sud; el seu pare era testimoni de Jehovà, assistia amb la seva àvia a les esglésies, on va començar a aprendre a cantar himnes. Marshall comentava: "Saps, la meva àvia era molt religiosa i em va ensenyar quan era molt jove que Satan és dolent i Déu és bo. Però parles a un nen sobre Satan i dimonis i sants i àngels, i amb la imaginació d'un nen, només esdevé una part de la vostra ment. Mentre que com a adult, has de recordar que tot just són contes populars. Com els homes llop, aquella classe de coses."

## Carrera

### Primera etapa (1990-1996)
El primer instrument de Marshall va ser una guitarra Silvertone dels anys 50', la qual no va tocar durant un any després de comprar-la, perquè la considerava una peça d'"art a la cantonada." Marshall va aprendre a tocar la guitarra de manera autodidacta.
Va començar tocant música a Atlanta amb el grup de músics Glen Thrasher, Marc Moore, Damon Moore i Fletcher Liegerot, amb qui es reunia en un soterrani per a fer jam sessions. El grup va ser contractat per un espectacle i van haver de pensar ràpid en un nom, en aquell moment un home que travessava la pizzeria on treballava Marshall, duia una gorra on s'hi llegia: "Cat Diesel Power". Marshall immediatament decidí que Cat Power seria el nom de la banda. Mentre visqué a Atlanta, va tocar els seus primers concerts com a membre de suport de les bandes dels seus amics, incloent Magic Bone i Opal Foxx Quartet. A causa de les seves relacions properes amb diverses persones dels grups, ha declarat que la seva implicació amb la música en aquell moment era més aviat un interès social que artístic. En una entrevista del 2007 va explicar que la música per a ella era més experimental i que els espectacles eren sovint una oportunitat "per a aconseguir begudes i drogues". Alguns dels seus companys esdevingueren drogadictes de l'heroïna i això contribuí al seu desig de deixar Atlanta.
El 1992, a l'edat de 20 anys, es traslladà a Nova York amb Glen Thrasher. Fou Thrasher qui la va introduir al jazz lliure de Nova York i al panorama de la música experimental. En particular cita un concert d'Anthony Braxton que li donà la confiança suficient per actuar en públic. El seu primer concert a Nova York va ser en un magatzem de Brooklyn i el descriu com a "espectacle d'improvisació". Un dels seus concerts d'aquest període era a l'acte de suport a Man or Astro-man? Consistia en tocar una guitarra de dues cordes cantant la paraula «no» durant 15 minuts. Durant aquest temps va conèixer el grup God Is My Co-Pilot, que va assistir a la publicació del seu primer single, "Headlights," en una edició limitada de 500 còpies amb Making of Americans Labels.
Marshall va enregistrar simultàniament els seus primers dos àlbums Myra Lee i Dear Sir el desembre de 1994 en un petit estudi, en un soterrani a prop del carrer Mott a Nova York, amb el guitarrista Tim Foljahn i Steve Shelley, bateria del grup Sonic Youth. Marshall i Shelley s'havien conegut després de fer de telonera del concert de Liz Phair el 1993. Van enregistrar un total de 20 cançons per a trio en un sol dia, repartides en dos discos, fent Myra Lee i Dear Sir, publicant-los l'octubre de 1995 i el març del 1996. Tot i que Dear Sir és considerat el seu àlbum de debut, en ser un àlbum curt, ella el 1996 digué que el considerava un EP.
Retrospectivament, Marshall va declarar que durant la seva etapa inicial: "mai he vist un enregistrament com un objectiu perquè mai he venut cap disc […] Quan vaig començar a anar de gira per tocar a concerts, [llavors] vaig pensar, 'puc tocar en aquest concert i fer la mateixa quantitat de diners que treballant a dues o tres feines'. Podia veure món i seguir treballant. Viatjar, tocar, intentar fer prou diners per l'hotel i l'autobús o qualsevol cosa que necessités fer. Podria ser lliure i tocar el que volia. No hi hi havia cap regla. Només el temps era una norma quan havia de posar els meus discos a les mans d'algú altre."

### Matador records (1996-2000)
El 1996 va signar amb Matador Records i el setembre va publicar el seu tercer àlbum, What Would the Community Think, enregistrat a Memphis, Tennessee, el febrer 1996. L'àlbum va ser produït per Shelley i un altre cop els músics eren Shelley i Foljahn, i va generar un videoclip, "Nude as the News". Els crítics van citar l'àlbum com una evidència de la seva maduresa com a cantant i compositora del "material dens i catàrtic" des dels seus dos primers àlbums.
El 1997, Marshall es va traslladar a Portland, Oregon, planejant retirar-se del negoci de la música, dedicant-se a la vida rural a una granja de Properity (Carolina del Sud). Mentre va viure sola a la granja, Marshall va experimentar un hestat hipnagògic que esdevingué la inspiració pel seu següent àlbum, Moon Pix, publicat el 1998.
Moon Pix va ser enregistrat als Sing Sing Studios a Melbourne, Austràlia, en 11 dies amb els músics Mick Turner i Jim White de la banda australiana Dirty Three. Va ser ben rebut per la crítica, juntament amb un vídeo musical per al tema "Cross Bones Style", que el va ajudar a guanyar reconeixement. Els The Rolling Stone dirien el descriurien com un àlbum Rodament Stone més tard el descriuria com el seu àlbum més "avançat".
Als 2000 Marshall va declarar que estava cansada de girar amb el seu material. Això donà com a resultat una sèrie d'espectacles durant el 1999 on posava música a la pel·lícula muda La Passion de Jeanne d'Arc. Els espectacles combinaven material original i un nombre de versions, algunes de les quals serien publicades al seu cinquè disc, The Covers Record, del 2000. Les cançons van ser enregistrades durant dues sessions el 1998 i a finals de l'any 1999. A més, va interpretar 11 versions durant la Peel session retransmesa el 18 de juny de 2000 que va incloure interpretacions pròpies del "Hard Times in New York Town" de Bob Dylan i  "Wonderwall" d'Oasis. El seu contracte amb Matador del 2000 per a l'àlbum The Covers va consistir en un pòstit signat per ella i pel fundador de l'empresa.

### Resemergent (2003-2008)

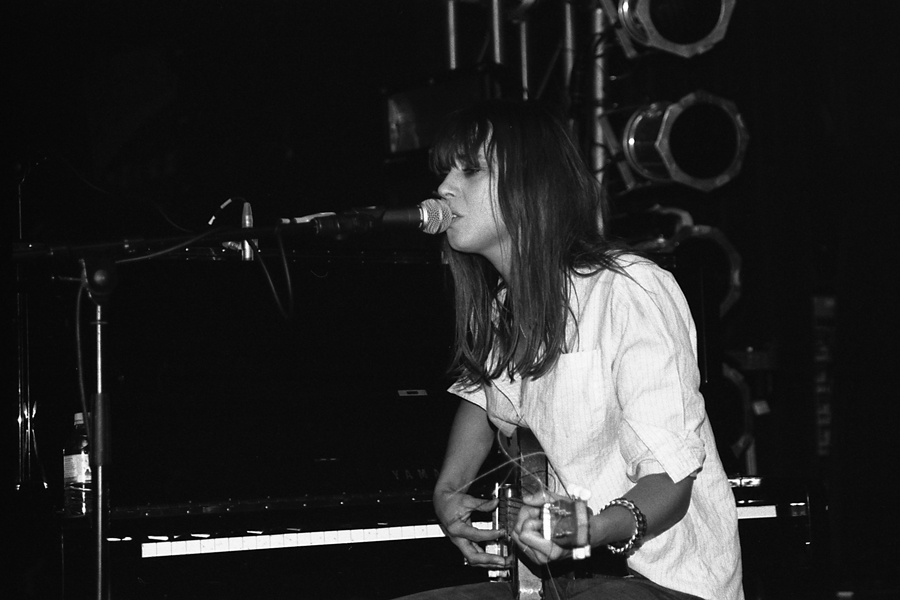
Marshall a l'actuació al All Tomorrow's Parties Festival, Londres, 2008

El 2003 Marshall va publicar You are Free, el seu primer àlbum de material original en cinc anys. L'àlbum, amb músics convidats com com Eddie Vedder, Dave Grohl i Warren Ellis, esdevenia el primer charting àlbum de Cat Power, assolint el número 105 a la llista Billboarr 200. Un videoclip dirigit per Brett Vapnek va ser publicat per la cançó "He War." Marshall va anar de viatge durant els anys 2003 i 2004, tocant concert a Europa, Brasil, els Estats Units i Austràlia. El disc incorporava composicions de piano de Marshall, amb algunes cançons d'un àlbum de piano sol. La pista "Maybe Not" de l'àlbum va ser inclosa el 2005 a la pel·lícula The Quiet, i la pista "Speak for Me" va ser inclosa a la pel·lícula Assassination of High Scholl President (2008).
El 2006 Marshall publicava el seu setè àlbum, The Greatest. Enregistrat a Memphis, Tennessee, no va ser una col·lecció de hits musicals sinó un disc influenciat pel soul amb material amb diversos músics d'estudi veterans de Memphis, com Mabon "Teenie" Hodges, Leroy Hodges, David Smith i Steve Potts. L'àlbum ascendia al número 34 de Billboard 200 i els crítics van dir que el seu so era "lustrat i accessible", pronosticant que arribaria a molts oients nous." The Greatest va ser aclamat per la crítica i el 2006 guanyà el Shortlist Music Prize, fent que Marshall fos la primera dona en guanyar-lo. També va ser el número 6 dels millors àlbums de 2006 segons la lista de la Rolling Stone Magazine.
El gener de 2008 Marshall va publicar el seu segon àlbum de versions, Jukebox. Enregistrat amb la seva recent creada "Dirty Blues Band" Banda de Blues", amb Judah Bauer de Blues Explosion,, Gregg Foreman de The Delta 72, Erik Paparazzi de Lizard Music i Jim White de Dirty Three, l'àlbum va presentar la cançó original "Song of Bobby", un tribut a Bob Dylan, i una revisió de "Metal Heart" del disc Moon Pix. El desembre de 2008 va publicar Dark End of the Street, un EP que consisteix en els temes fets a les sessions amb Jukebox.

### Sun(2012 fins al present)

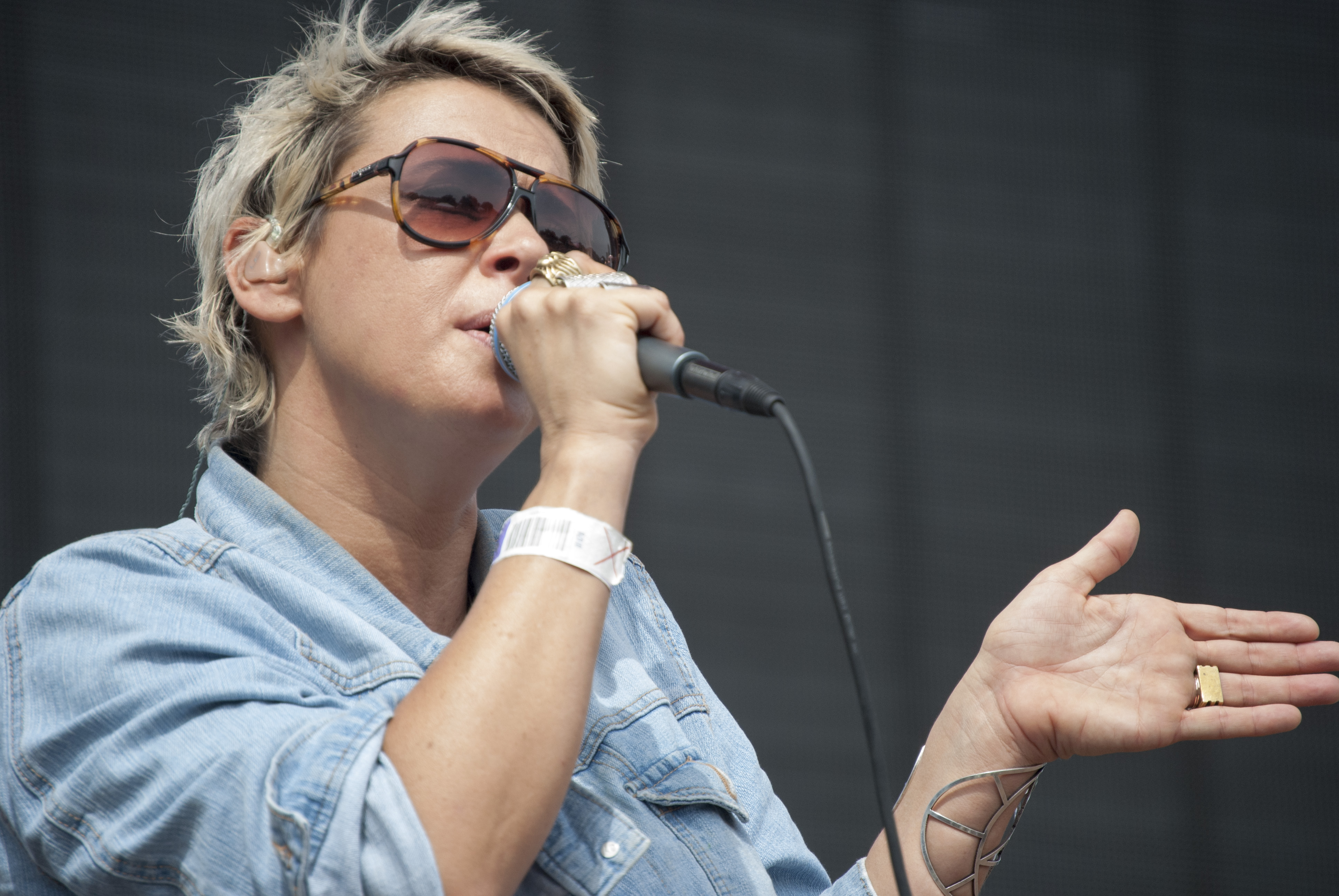
Marshall de gira amb Sun, actuant al Free Press Summer Fest, 2013

El febrer de 2012, Marshall va cancel·lar una aparició a Tel-Aviv, Israel, a causa d'un estat de "molta confusió" i perquè se sentia "malalta d'esperit." S'havia enfrontat a trucades per boicotejar l'estat jueu sobre el seu conflicte amb Palestina. Dos mesos més tard, va cancel·lar una altra aparició Coachella, dient que "no era just presentar un àlbum mentre encara no estigués acabat," dient que el seu proper disc estava quasi enllestit i el publicaria més endavant al 2012. El novè àlbum d'estudi de Marshall es titulava Sun, publicat el 3 de setembre de 2012, donant per a descàrrega gratuïta a la web de Matador el tema "Ruin" el 20 de juny de 2012.
En una ressenya publicada el 4 de setembre de 2012 a la revista Consequence of Sound, Sun va ser elogiat com l'únic àlbum que rebia quatre estrelles. En resum, la crítica Sarah Grant va escriure el 2012 que la publicació de Marshall era "un àlbum de pop apassionat de la música electrònica filtrada a través de l'ànima de la cantautora." L'àlbum debutava al número 10 al Billboard 200, venent més 23.000 còpies a la primera setmana d'haver sortit. Marshall va revelar en una entrevista d'una jove emissora de ràdio australiana, Triple J, que confirmava una gira australiana durant el 2013.

## Estil interpretatiu
Els espectacles en viu de Marshall són coneguts per la seva manca de polidesa i naturalesa erràtica, amb les cançons que comencen i acaben abruptament o mesclant unes i altres sense transicions clares. També ha tallat actuacions curtes sense explicació. En algunes ocasions això ha estat atribuït al pànic escènic i a la influència d'alcohol. Marshall va parlar obertament de patir ansietat greu des de l'inici de la seva carrera, i que la seva por estava procovada per depressió, alcoholisme, i abús de substàncies.

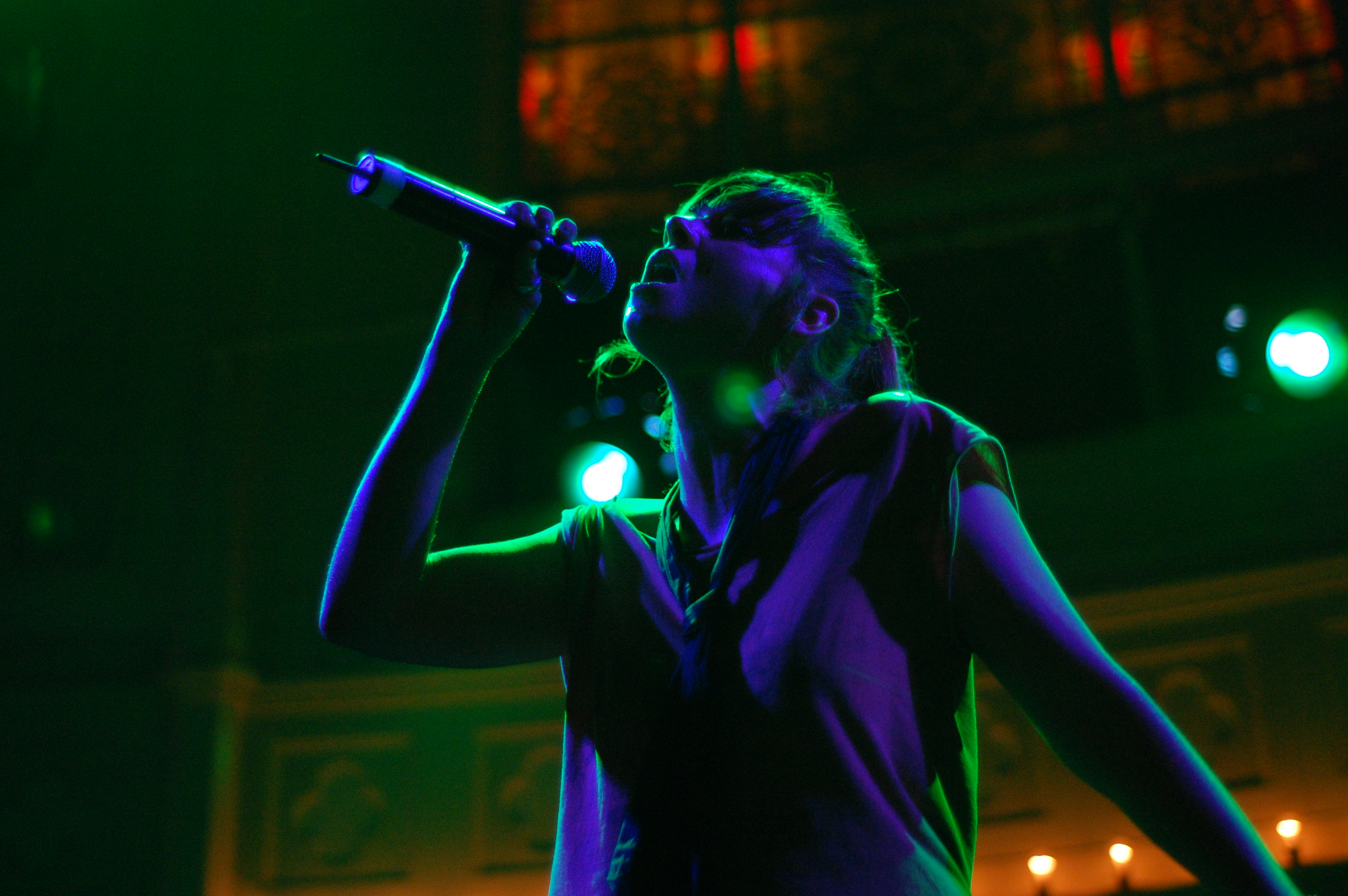
Cat Power a Amsterdam, 2008

Un article del New York Times en que parlava de les actuacions erràtiques deia "En el moment en què ella apareixia a l'escenari, la cervesa en una mà, la cigarreta a l'altra, la Sra. Marshall, de 34 anys, es va desaprofitar. I ho va demostrar. Sembla que tots els seguidors tenen una història d'algun concert de Cat Power: el moment en què escridassa a l'audiència, en el que maltracta als tècnics, el moment en què va parlar amb un esquirol (a l'aire lliure), tocant tres acords i canviant de parer a cada cançó o tocant fragments d'unes poques cançons i demanar al públic que marxés o, fins i tot, animant el públic a demandar-la.."
El 2006, va remarcar que el seu pànic escènic remetia quan deixava de prendre alcohol. "Sento menys ansietat ara perquè no bec. Sento més claredat. Va ser més difícil abans, perquè em distanciava a mí mateixa de la gent. Lluitava contra la meva depressió amb l'alcohol i allunyava a la resta de persones." Cap al 2006, s'ha dit que el seu estil ha estat molt més entusiasta i professional. Un article a Salon va dir que The Greatest era més "polit i dolçament optimista", declarant que Marshall "repartia en escena". A l'article, Marshall declara que els seus nous col·laboradors musicals són en gran part responsables del seu augment de confiança a l'escenari.

## Col·laboracions i contribucions
El 2006, Marshall va col·laborar amb Mick Collins (de Dirtbombs) en un enregistrament del poema de Ludwig Rellstab "Auf Dem Strom" per la pel·lícula 'Wayne County Ramblin'. Marshall va cantar el poema en alemany, encara que no parla la llengua.
De llavors ençà Marshal ha estat convidada com a vocal a diversos àlbums. Va actuar en un duet amb la model Karen Elson en una versió anglesa de"Je t'aime... moi No plus" de Serge Gainsbourg per l'àlbum de tribut Monsieur Gainsbourg Revisited. També va cantar al pista "Diswon, Delete" d'Ensemble i va revisitar "Revelations" amb Yoko Ono per l'àlbum Yes, I'm a Witch de 2007. També la van convidar a actuar de vocal a Faithless i El-P. També ha fet duets a "Love Letter" de Dexter Romweber. El 2007, Marshall va participar en la banda sonora de la pel·lícula The Hottest State d'Ethan Hawke, enregistrant amb Jesse Harris i Terry Manning, i la guardonada per l'acadèmia Juno.
A principis de 2008, va col·laborar amb Beck i amb el productor de Danger Mouse a l'àlbum Modern Guilt. Va contribuir vocalment a dues pistes, "Orphans" i "Walls". L'àlbum va ser publicat el juliol d'aquell any. També ha fet veus per a la versió "Hold On, Hold on" amb Marianne Faithfull per l'àlbum Easy Come Easy Go de Neko Case del 2009. El 2011 també aparegué com a convidada al disc Ukulele Songs d'Eddie Vedder amb la cançó "Tonight You Belong To Me".

## Altres feines

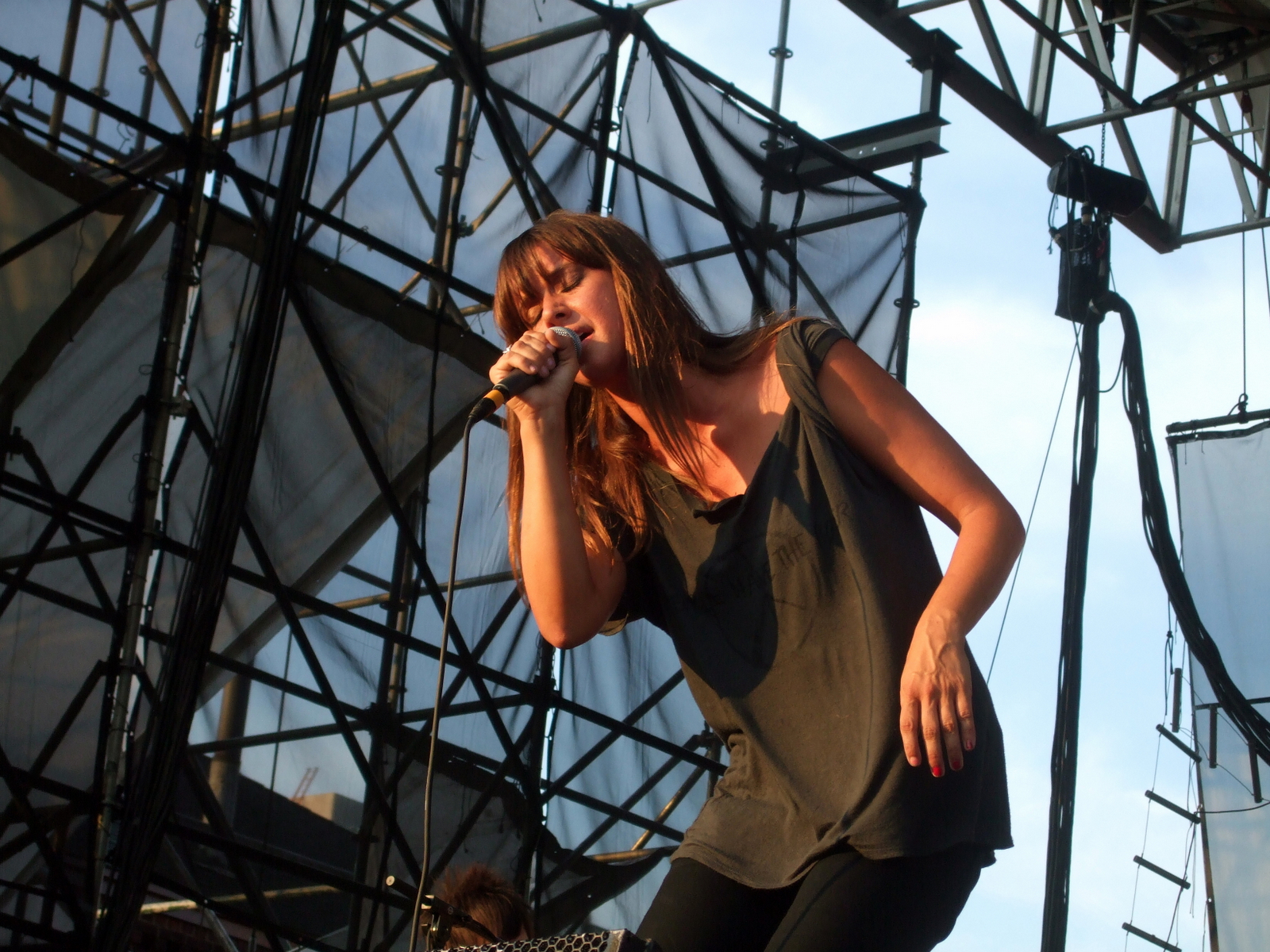
Actuant a McCarren Park Pool, Nova York, 2007

### Moda
A principis dels 2000 Marshall va ser abraçada per la indústria de la moda pel seu aspecte "neo grunge", i vista com a musa per dissenyadors com Marc Jacobs i Nicolas Ghesquière. Va ser convidada a molts espectacles de moda importants. El 2001 aparegué com a model al número de tardor de New York Magazine i va ser fotografiada pels seus amics Mark Borthwick i Katja Rahlwes, qui li va presentar amb Catherine Deneuve a Purple Magazine.
A l'octubre de 2006 esdevingué la portaveu d'una línia de joies de Chanel, després de ser vista fumant un cigarret a fora del Mercer Hotel, de Nova Yotk, per Karl Lagerfeld. Lagerfeld va escollir Cat Power per la banda sonora de la seva desfilada de moda de la primavera de 2007.

### Publicitat
El 2007 la veu de Cat Power es podia sentir als anuncis de Cingular i De Beers als Estats Units i Garnier al Regne Unit. Anteriorment Marshall havia fet anuncis per GAPU. El setembre 2008, Marshall i membres del Dirty Delta Blues (Erik Paparazzi i Gregg Foreman) van enregistrar la seva versió de "Space Oddity" de David Bowie per un anunci de cotxe de Lincoln. El 2013, la versió de Cat Power de "Have Yourself a Merry Little Christmas" fou emprada per a l'anunci de nadal d'Apple, "Misunderstood."

### Treballs audiovisuals
El 2004 va veure la llum el DVD Speaking for Trees, el que presentava una imatge contínua i estàtica, de prop de dues hores de Marshall interpretant en un bosc. El conjunt va ser acompanyat per un CD d'àudio que conté la cançó de divuit minuts "Willie Deadwilder," interpretada per M. Ward amb una guitarra.
Va tenir un petit paper el 2007 a la pel·lícula "My Blueberry Nights" on apareixia Jude Law. També també aparegué a la instal·lació Sleepwalkers de Doug Aitken al MOMA, que seguia la vida nocturna de cinc habitants de la ciutat. Marshall pot ser vista com una treballadora postal que viu a Nova York, actuant amb altres participants notables com Tilda Swinton. El juliol 2015 va ser anunciat que Marshall seria la narradora pel documental Janis: Little Girl Blue, d'Amy J. Berg, al voltant de la vida de Janis Joplin i guardonada el setembre al 2015 al Festival de cinema de Venècia. A la televisió, Marshall protagonitzà damunt China, IL, en el musical especiall "Magical Pet". Marshall interpretava tres cançons originals escrites per Brad Neely.

### Treball benèfic
Una versió en directe de la cançó gospel "Amazing Grace" -captada d'una actuació amb la banda Dirty Delta Blues- va ser llançada en la compilació benèfica Dark Was the Night. Publicada per la marca britànica independent 4AD el 17 de febrer de 2009, el grup va beneficiar a Red Hot Organization, una organització benèfica internacional dedicada a recaptar fons i conscienciar sobre el VIH i la sida. També va aparèixer en un anunci PETA, encoratjant a les persones a esterilitzar les mascotes.

El 25 de desembre de 2011, Marshall va llançar una nova versió de "What Would the Community Think" de "King Rides By" per descarregar des de la seva pàgina web oficial, amb tot el producte de les vendes de la cançó que es va donar a The Festival of Children Foundation i The Ali Forney Centre. Un vídeo de música dirigit per Giovanni Ribisi i interpretat pel boxejador Filipino i el polític Manny Pacquiao va ser llançat per promoure la cançó.

## Discografia
Àlbums d'estudi
- Dear Sir (1995)
- Myra Lee (1996)
- What Would the Community Think (1996)
- Moon Pix (1998)
- The Covers Record (2000)
- You Are Free (2003)
- The Greatest (2006)
- Jukebox (2008)
- Sun (2012)

## Filmografia
| Any  | Pel·lícula           | Personatge                      | Notes                     |
| ---- | -------------------- | ------------------------------- | ------------------------- |
| 2007 | Sleepwalkers (Short) | Dancer working as a FedEx Clerk | Credited as Chan Marshall |
| 2007 | My Blueberry Nights  | Katya                           | Credited as Chan Marshall |
| 2009 | American Widow       | Singing Woman                   | Main Role                 |

| Any  | Programa  | Personatge | Notes                                 |
| ---- | --------- | ---------- | ------------------------------------- |
| 2015 | China, IL | Kei-ko     | Animated series episode "Magical Pet" |

## Distincions
- Guanya: Shortlist Music Prize per The Greatest[69]
- Nominada: Best International Female Solo Artist, 2007 BRIT Awards[70]
- Nominada: Best International Female Solo Artist, 2013 BRIT Awards